# Sven-Sören Christophersen
Sven-Sören Christophersen (Lübeck, Njemačka, 9. svibnja 1985.) umirovljeni je njemački rukometaš i nacionalni reprezentativac. Igrač je nastupao za bundesligaša Füchse Berlin na poziciji lijevog vanjskog.
Karijeru je započeo 2003. u TBV Lemgu da bi nakon tri sezone otišao u Eintracht Hildesheim. Sezonu 2007./08. je odigrao u svojem bivšem klubu TBV Lemgu dok je poslije bio član berlinskog Füchsea.
Za njemačku reprezentaciju je debitirao 22. studenog 2006. u susretu protiv Austrije.